# Hiệp hội bóng đá Hàn Quốc
Hiệp hội bóng đá Đại Hàn (tiếng Hàn Quốc: 대한축구협회, đã Latinh hoá: Daehan Chukgu Hyeophoe, Hanja: 大韓蹴球協會, Hán-Việt: Đại Hàn Thúc cầu Hiệp hội, tiếng Anh: Korea Football Association - KFA) hay Hiệp hội Bóng đá Hàn Quốc là cơ quan quản lý bóng đá tại Đại Hàn Dân Quốc. Cơ quan quản lý bóng đá đầu tiên tại Hàn Quốc là Hiệp hội bóng đá Triều Tiên (tiếng Hàn Quốc: 조선축구협회; Hanja: 朝鮮足球協會, Hán-Việt: Triều Tiên Túc cầu Hiệp hội), được thành lập ngày 19 tháng 9 năm 1933, cho đến khi hai miền Triều Tiên bị chia cắt.
Park Seung-bin là chủ tịch đầu tiên của KFA, đã thực hiện nhiệm vụ thúc đẩy và mở rộng tổ chức bóng đá tại Hàn Quốc.

## Lịch sử
Triều Tiên có lịch sử chơi bóng từ lâu đời. Thời cổ đại, có một loại trò chơi bóng Triều Tiên gọi là chuk-guk tương tự với bóng đá hiện đại. Tuy nhiên, Người Triều Tiên lần đầu chứng kiến phiên bản hiện tại của bóng đá là vào năm 1882 khi các thủy thủ người Anh thi đấu trong thời gian tàu của họ lưu lại tại cảng Incheon.
Năm 1921, Giải bóng đá toàn Triều Tiên đầu tiên được tổ chức, và tới năm 1933, Hiệp hội bóng đá Triều Tiên được thành lập (sau sự ra đời của Hiệp hội trọng tài Joseon năm 1928), tạo nền tảng cho sự phổ biến và phát triển của thể thao.
Hiệp hội bóng đá Đại Hàn được tái thành lập năm 1948, sau sự ra đời của Đại Hàn Dân Quốc. KFA trở thành thành viên của FIFA, cơ quan quản lý bóng đá quốc tế vào cùng năm đó. Sau đó họ gia nhập AFC (Liên đoàn bóng đá châu Á) năm 1954.
Ngày 23 tháng 1 năm 2013, KFA bầu Chung Mong-Gyu làm chủ tịch mới.

## Các giải đấu
| Giai đoạn | Chủ tịch (Nhiệm kỳ)     |
| --------- | ----------------------- |
| 1928–33   | Shin Ki-jun             |
| 1933–34   | Park Seung-bin (1)      |
| 1934–38   | Lyuh Woon-hyung (2)     |
| 1938–45   | Ko Won-hoon (3,4)       |
| 1945–48   | Ha Kyung-deok (5,6)     |
| 1948–49   | Shin Ik-hee (7)         |
| 1949      | Hong Sung-ga (8)        |
| 1949–50   | Yun Bo-seon (9)         |
| 1950–52   | Hong Sung-ha (10,11)    |
| 1952–54   | Chang Taek-sang (12)    |
| 1954–55   | Lee Jong-lim (13)       |
| 1955      | Hyun Jung-ju (14)       |
| 1955–57   | Kim Myung-hak (15, 16)  |
| 1957–60   | Kim Yoon-ki (17, 18)    |
| 1960      | Jang Ki-young (19)      |
| 1960–61   | Jung Moon-ki (20)       |
| 1961–62   | Jang Ki-young (21)      |
| 1962      | Kim Yoon-ki (22)        |
| 1962–63   | Jang Ki-young (23)      |
| 1963      | Hwang Yeop (24)         |
| 1963–64   | Kim Yoon-ki (25)        |
| 1964      | Min Kwan-Sik (26)       |
| 1964–70   | Choi Chi-hwan (27–30)   |
| 1970–73   | Chang Deok-jin (31, 32) |
| 1973–75   | Ko Tae-jin (33, 34)     |
| 1975–78   | Kim Yoon-ha (35–37)     |
| 1978–79   | Park Joon-hong (38)     |
| 1979–87   | Choi Soon-young (39–43) |
| 1987–88   | Lee Jong-hwan (44)      |
| 1988–93   | Kim Woo-jung (45–46)    |
| 1993–09   | Chung Mong-joon (47–50) |
| 2009–13   | Cho Chung-yun (51)      |
| 2013–     | Chung Mong-gyu (52)     |

### Không còn tồn tại
- Korea Cup
- Giải vô địch bóng đá Hàn Quốc
- Giải bóng đá quốc gia Cúp Tổng thống Hàn Quốc (Quốc nội)

### Hiện tại
- K League Classic: Giải VĐQG
- K League Challenge: Giải hạng nhất
- Korea National League: Giải hạng Nhì
- K3 League: Giải hạng ba
- Cúp Quốc gia Hàn Quốc

## Đội tuyển quốc gia

### Nam
- Đội tuyển bóng đá quốc gia Hàn Quốc
- Đội tuyển bóng đá U-23 quốc gia Hàn Quốc
- Đội tuyển bóng đá U-21 quốc gia Hàn Quốc
- Đội tuyển bóng đá U-17 quốc gia Hàn Quốc
- Đội tuyển bóng đá trong nhà quốc gia Hàn Quốc
- Đội tuyển bóng đá bãi biển quốc gia Hàn Quốc

### Nữ
- Đội tuyển bóng đá nữ quốc gia Hàn Quốc
- Đội tuyển bóng đá U-20 nữ quốc gia Hàn Quốc
- Đội tuyển bóng đá U-17 nữ quốc gia Hàn Quốc
- Đội tuyển bóng đá trong nhà nữ quốc gia Hàn Quốc

## Giải thưởng

### Cầu thủ bóng đá xuất sắc nhất năm (nam)
- 1969: Kim Ho[8]
- 1970: Lee Hoe-taik[9]
- 1971: Kim Jung-nam[10]
- 1972: Park Lee-chun[11]
- 1973: Cha Bum-kun[12]
- 1974: Byun Ho-young[13]
- 1975: Kim Ho-gon[14]
- 1976: Choi Jong-duk[15]
- 1977: Cho Young-jeung[16]
- 1978: Kim Jae-han[17]
- 1979: Park Sung-wha[18]
- 1980: Lee Young-moo[19]
- 1981: Cho Kwang-rae[20]
- 1982-2009: Gián đoạn
- 2010: Park Ji-sung[21]
- 2011: Ki Sung-yueng[22]
- 2012: Ki Sung-yueng
- 2013: Son Heung-min
- 2014: Son Heung-min
- 2015: Kim Young-gwon

### Cầu thủ bóng đá xuất sắc nhất năm (nữ)
- 2010: Ji So-yun[21]
- 2011: Ji So-yun[22]
- 2012: Jeoun Eun-ha
- 2013: Ji So-yun
- 2014: Ji So-yun
- 2015: Cho So-hyun

### Đội hình tiêu biểu
| Năm  | Thủ môn                                 | Hậu vệ | Tiền vệ                                                                                                 | Tiền đạo |
| ---- | --------------------------------------- | --- | --- | --- |
| 1969 | Lee Se-Yeon (Yangzee)                   | Seo Yoon-Chan (Yangzee) Kim Jung-Nam (Yangzee) Lim Kook-Chan (Yangzee) Choi Tae-Yeol (Korea Exchange Bank) Kim Ho (Commercial Bank of Korea) | – | Kim Ki-Bok (Yangzee) Lee Hoe-Taik (Yangzee) Jung Kang-Ji (Yangzee) Jung Byung-Tak (Yangzee) Lee Yi-Woo (Cheil Industries)           |
| 1970 | Lee Se-Yeon (Ngân hàng Seoul)           | Kim Jung-Nam (Korea Exchange Bank) Kim Ho (Commercial Bank of Korea) Choi Jae-Mo (Lục quân Hàn Quốc) Park Byung-joo (Ngân hàng Seoul)        | Seo Yoon-Chan (Korea Trust Bank) Kim Ki-Bok (ĐH Chung-Ang)                                              | Lee Hoe-Taik (ĐH Hanyang) Jung Kang-Ji (Korea Trust Bank) Park Lee-Chun (Lục quân Hàn Quốc) Park Su-Deok (ĐH Kyunghee)              |
| 1971 | Lee Se-Yeon (Ngân hàng Seoul)           | Kim Ho (Commercial Bank of Korea) Kim Jung-Nam (Korea Exchange Bank) Choi Kil-Su (Industrial Bank of Korea) Choi Jae-Mo (Lục quân Hàn Quốc)  | Lee Cha-Man (ĐH Korea) Kim Chang-Il (ĐH Korea)                                                          | Park Lee-Chun (ĐH Chung-Ang) Lee Hoe-Taik (ĐH Hanyang) Park Su-Deok (Hải binh đội Hàn Quốc) Jung Kyu-Pung (Lục quân Hàn Quốc)       |
| 1972 | Lee Se-Yeon (Ngân hàng Seoul)           | Kim Ho (Commercial Bank of Korea) Park Young-Tae (Hải binh đội Hàn Quốc) Kim Ho-Gon (ĐH Yonsei) Hwang Jae-Man (ĐH Korea)                     | Ko Jae-Wook (ĐH Korea) Lee Cha-Man (ĐH Korea)                                                           | Park Lee-Chun (Kookmin Bank) Kim Jae-Han (Housing & Commercial Bank) Cha Bum-Kun (ĐH Korea) Lee Hoe-Taik (ĐH Hanyang)               |
| 1973 | Byun Ho-Young (Ngân hàng Seoul)         | Yoo Ki-Heung (Commercial Bank of Korea) Park Young-Tae (Hải binh đội Hàn Quốc) Kang Ki-Wook (Lục quân Hàn Quốc) Kim Ho-Gon (ĐH Yonsei)       | Ko Jae-Wook (ĐH Korea) Park Byung-Chul (ĐH Hanyang)                                                     | Park Lee-Chun (Kookmin Bank) Cha Bum-Kun (ĐH Korea) Jung Kyu-Pung (Kookmin Bank) Kim Jae-Han (Housing & Commercial Bank)            |
| 1974 | Byun Ho-Young (Ngân hàng Seoul)         | Kang Ki-Wook (Lục quân Hàn Quốc) Kim Ho-Gon (ĐH Yonsei) Choi Jae-Mo (POSCO) Hwang Jae-Man (ĐH Korea)                                         | Ko Jae-Wook (Lục quân Hàn Quốc) Park Byung-Chul (ĐH Hanyang)                                            | Cha Bum-Kun (ĐH Korea) Lee Hoe-Taik (POSCO) Park Lee-Chun (Kookmin Bank) Huh Jung-Moo (ĐH Yonsei)                                   |
| 1975 | Kwon Yi-Woon (Industrial Bank of Korea) | Kim Ho-Gon (Lục quân Hàn Quốc) Hwang Jae-Man (Seoul Trust Bank) Cho Young-Jeung (ĐH Chung-Ang) Choi Jong-Deok (ĐH Korea)                     | Park Byung-Chul (Kookmin Bank) Park Sang-In (Lục quân Hàn Quốc)                                         | Cha Bum-Kun (ĐH Korea) Kim Jin-Kook (Industrial Bank of Korea) Lee Young-Moo (ĐH Kyunghee) Cho Dong-Hyun (Industrial Bank of Korea) |
| 1976 | Kim Hee-Cheon (ĐH Hanyang)              | Kim Ho-Gon (Seoul Trust Bank) Choi Jong-Deok (ĐH Korea) Hwang Jae-Man (Không quân Hàn Quốc) Park Seong-Hwa (ĐH Korea)                        | Kim Kang-Nam (ĐH Korea) Park Sang-In (Commercial Bank of Korea)                                         | Cha Bum-Kun (Không quân Hàn Quốc) Kim Jin-Kook (Industrial Bank of Korea) Lee Young-Moo (ĐH Kyunghee) Park Yong-Joo (ĐH Hanyang)    |
| 1977 | Kim Hee-Cheon (ĐH Hanyang)              | Kim Ho-Gon (Seoul Trust Bank) Choi Jong-Deok (ĐH Korea) Cho Young-Jeung (Hải quân Hàn Quốc) Park Seong-Hwa (ĐH Korea)                        | Cho Kwang-Rae (ĐH Yonsei) Park Sang-In (Commercial Bank of Korea)                                       | Cha Bum-Kun (Không quân Hàn Quốc) Kim Jae-Han (Housing & Commercial Bank) Lee Young-Moo (POSCO) Huh Jung-Moo (ĐH Yonsei)            |
| 1978 | Kim Hwang-Ho (Hải quân Hàn Quốc)        | Kim Ho-Gon (Seoul Trust Bank) Cho Young-Jeung (First Bank) Park Seong-Hwa (POSCO) Hwang Jae-Man (Seongmu)                                    | Cho Kwang-Rae (POSCO) Park Sang-In (Commercial Bank of Korea) Lee Young-Moo (Hậu cần Lục quân Hàn Quốc) | Kim Jae-Han (Housing & Commercial Bank) Cha Bum-Kun (Seongmu) Huh Jung-Moo (Hải quân Hàn Quốc)                                      |
| 1979 | Kim Hwang-Ho (Hải quân Hàn Quốc)        | Kim Ho-Gon (Seoul Trust Bank) Cho Young-Jeung (First Bank) Park Byung-Chul (không ràng buộc) Lee Jang-Soo (ĐH Yonsei)                        | Park Sang-In (Commercial Bank of Korea) Cho Kwang-Rae (Chung-Eui)                                       | Park Seong-Hwa (Chung-Eui) Lee Young-Moo (Chung-Eui) Shin Hyun-Ho (Chung-Eui) Huh Jung-Moo (Hải quân Hàn Quốc)                      |
| 1980 | Cho Byung-Deuk (Hallelujah)             | Cho Young-Jeung (First Bank) Hong Seong-Ho (Hallelujah) Choi Jong-Deok (Chung-Eui) Chang Woe-Ryong (ĐH Yonsei)                               | Cho Kwang-Rae (Daewoo) Lee Young-Moo (Hallelujah) Lee Kang-Jo (ĐH Korea)                                | Chung Hae-Won (ĐH Yonsei) Choi Soon-Ho (POSCO) Park Jong-Won (Kaiserslautern)                                                       |
| 1981 | Jung Seong-Gyo (ĐH Yonsei)              | Park Seong-Hwa (Hallelujah) Kwon Oh-Son (Seoul City) Chang Woe-Ryong (ĐH Yonsei) Park Kyung-Hoon (ĐH Hanyang)                                | Cho Kwang-Rae (Daewoo) Lee Kang-Jo (ĐH Korea) Lee Tae-Ho (ĐH Korea)                                     | Hwang Seok-Keun (ĐH Korea) Chung Hae-Won (ĐH Yonsei) Byun Byung-Joo (ĐH Yonsei)                                                     |